# Limnodriloides anxius
Limnodriloides anxius är en ringmaskart som beskrevs av Erséus 1990. Limnodriloides anxius ingår i släktet Limnodriloides och familjen glattmaskar. Inga underarter finns listade i Catalogue of Life.